# Oficina Nacional de Bosques (Francia)
La Oficina Nacional de Bosques en francés: Office national des forêts (ONF) es una institución pública de Francia a cargo de la gestión de los  bosques públicos, bajo la supervisión del Ministerio de Agricultura, Alimentación y Bosques de Francia y del Ministerio de Ecología, Desarrollo Sostenible y Energía. Su sede se encuentra  en la avenue de Saint-Mandé de París.

## Historia
El ONF es un establecimiento público de carácter industrial y comercial que tiene autonomía de gestión desde su creación en 1966 (por la ley de 1964). Su creación fue una continuación de la historia de los servicios forestales públicos en Francia. Los estatutos se definen en el Título II del Libro II del Código Forestal de Francia.
Además del cambio en la situación jurídica, la reforma de 1966 cubre varios otros puntos, la principal es la separación de la gestión del agua (dedicada a la administración de la Ingeniería Rural) de la gestión forestal pública (que se adjunta a la ONF). La ONF, por tanto, en parte ha continuado la Administración de Aguas y Bosques, creada en 1291 por el rey Felipe IV de Francia.
La ONF tiene tres misiones principales: la producción de madera, la recepción pública y de protección del territorio y del bosque. Está patrocinado por la ley de orientación forestal (LOF) 07 2001, relativa aquí a la multifuncionalidad del bosque. También tiene una actividad de proveedor de servicios para la gestión y mantenimiento de los espacios naturales.
En 2007, la organización emplea a cerca de 10.000 empleados, entre ellos 6.631 con estatuto  público (funcionarios adscritos al Ministerio de Agricultura y Pesca) y 3332 madereros y trabajadores forestales en el derecho privado, pero el contrato estatal NFB 2001-2011 afirma que el ONF debe desarrollar sus ganancias de productividad disminuyendo en un 1,5% por año mediante la sustitución de su fuerza de trabajo sólo se retiró en solo un dos. 
La ONF gestiona un total de 120000 km² bosques públicos, de los que 44000 km² están situados en el territorio de la Francia metropolitana y 76000 km² en los departamentos de ultramar, principalmente en Guayana Francesa. Los bosques estatales gestionados por la ONF están certificadas PEFC.
La ONF gestiona igualmente los ecosistemas asociados con el bosque como helechos, dunas, pastizales alpinos, para una superficie de 5340 km². El O.N.F. es usufructuario de los bosques estatales. Esto representa que el Estado es el dueño; Esto ha llevado a discusiones sobre el impuesto sobre suelo no urbanizable.